# Альципа мала
Альци́па мала (Schoeniparus dubius) — вид горобцеподібних птахів родини Pellorneidae. Мешкає в Гімалаях і горах Південно-Східної Азії.

## Опис
Довжина птаха становить 14-15 см. Верхня частина тіла коричнева, нижня частина тіла бежева. Лоб рудуватий, скроні чорнуваті, над очима довгі білі "брови".

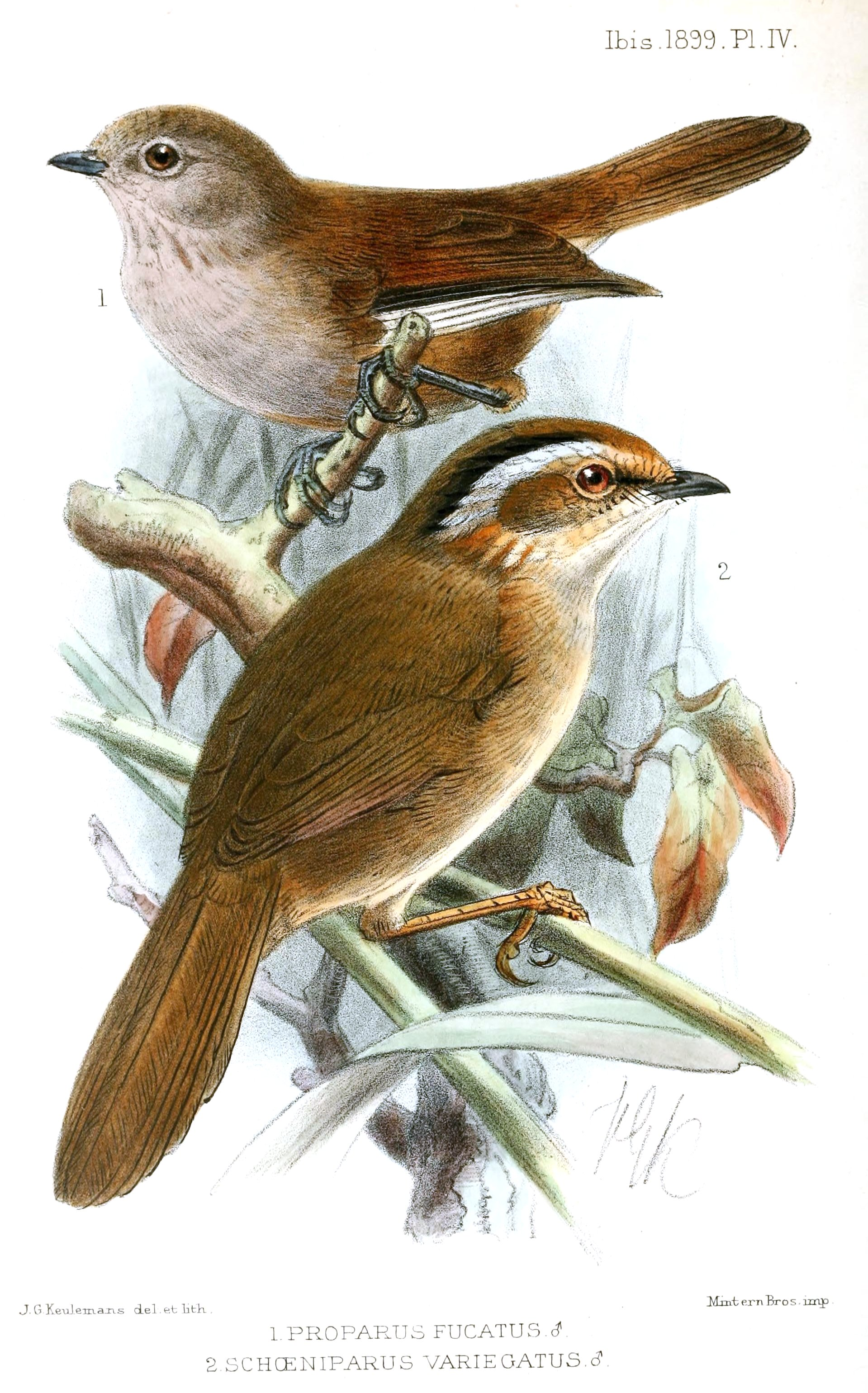
Мала альципа (попереду)

## Підвиди
Виділяють п'ять підвидів:
- S. d. mandellii (Godwin-Austen, 1876) — від східних Гімалаїв до західної М'янми;
- S. d. intermedius Rippon, 1900 — північно-східна і східна М'янма, захід китайської провінції Юньнань;
- S. d. genestieri (Oustalet, 1897) — південний і південно-східний Китай і північний Індокитай;
- S. d. cui (Eames, JC, 2002) — південно-східний Лаос і центральний В'єтнам;
- S. d. dubius (Hume, 1874) — південно-східна М'янма і західний Таїланд.

## Поширення і екологія
Малі альципи мешкають в Індії, Бутані, Китаї, М'янмі, Таїланді, Лаосі і В'єтнамі. Вони живуть у вологих гірських тропічних лісах і чагарникових заростях. Живляться переважно комахами, зокрема жуками, а також насінням трав (зокрема гірчака і сумаха). Сезон розмноження триває з квітня по червень в Китаї та з лютого по черевень в Індокитаї.